# Топ (скалолазание)

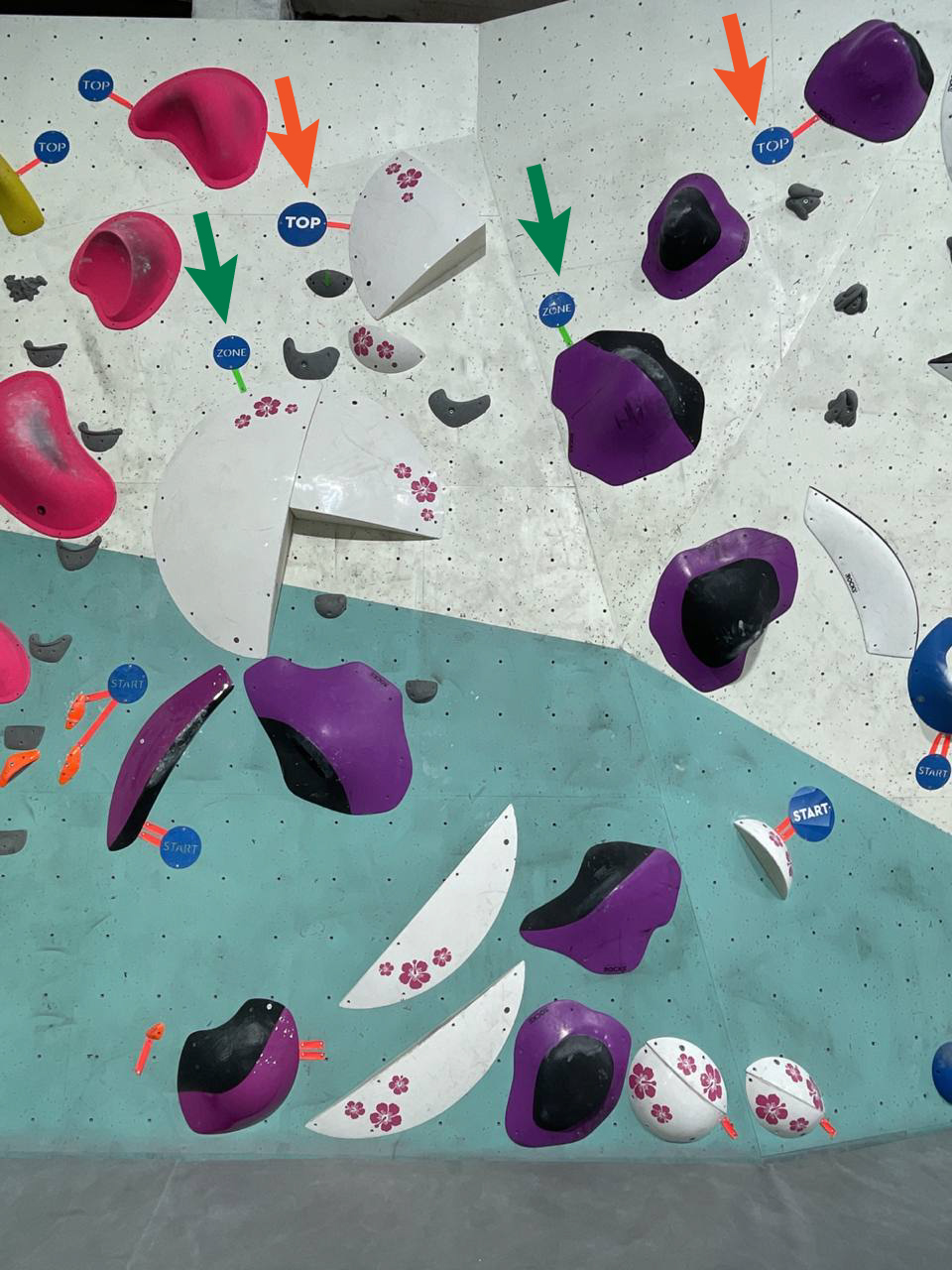
Зона (показана зелёной стрелкой) и топ (показан оранжевой стрелкой) трасс на боулдеринговом скалодроме

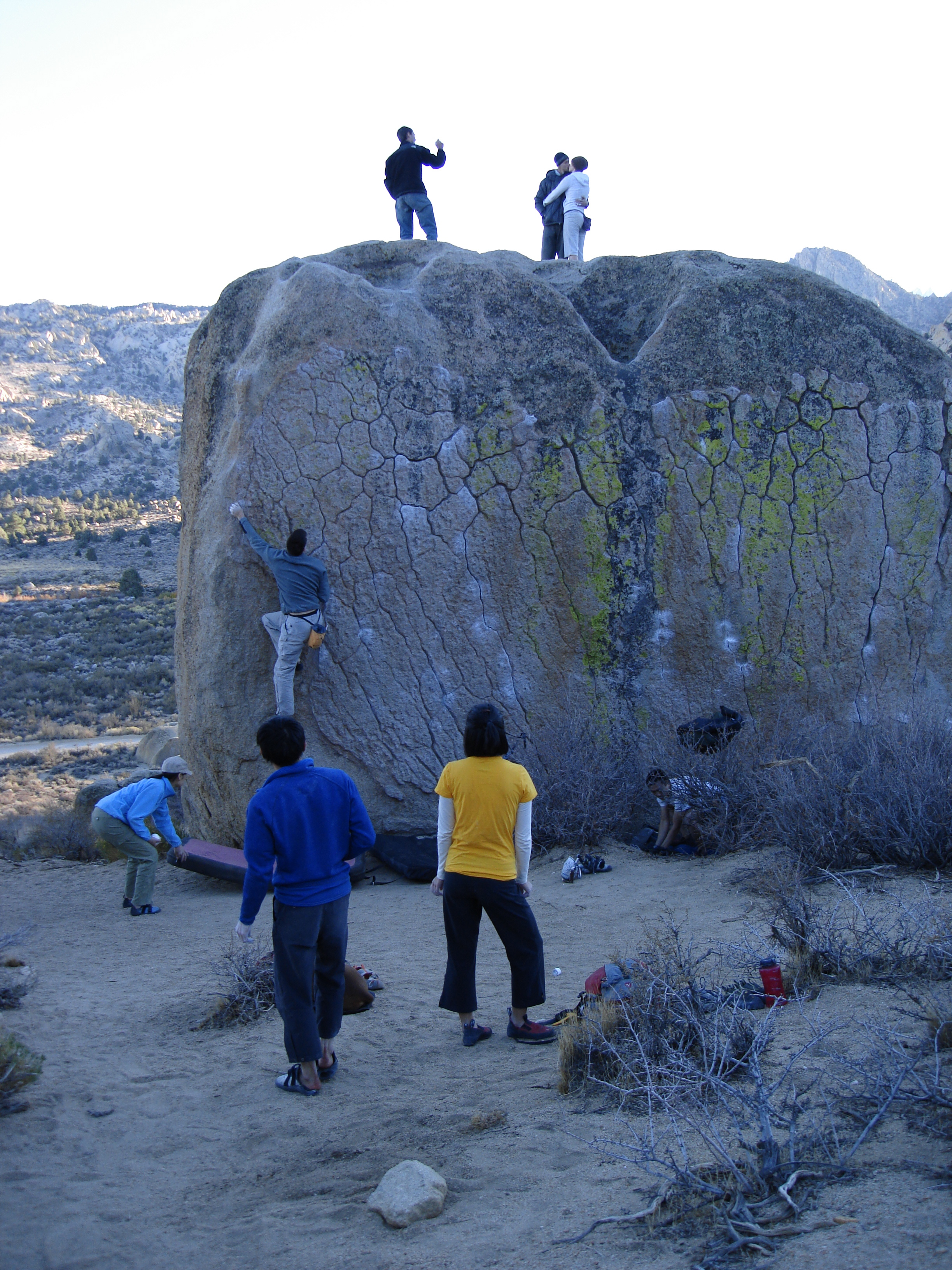
Скалолазы на топе боулдеринговой трассы на натуральном рельефе

Топ (англ. top — «вершина») — понятие, используемое для обозначения финиша трассы в лазании на трудность, лазании на скорость и боулдеринге.
В лазании на трудность, как правило, топом является вщёлкивание последней оттяжки на трассе.
В боулдеринге на искусственном рельефе топом обычно является фиксация обеими руками последнего зацепа на трассе, который обозначают меткой. Кроме того, в современном соревновательном болдеринге на искусственном рельефе существует понятие "зо́на" (бонус) — промежуточный топ, который добавляет скалолазу очки при прохождении трассы.
В боулдеринге на натуральном рельефе, в особенности на хайболл-боулдеринге, топ представляет из себя вылаз на горизонтальную поверхность, т.н. "топ-аут" (top-out). На некоторых скалодромах есть зона топ-аута.
В лазании на скорость топом считается кнопка, которую должен нажать скалолаз для остановки таймера.